# Mão
Mão, właśc. Jenílson Brito Rodrigues (ur. 6 grudnia 1978 w Vitória) – brazylijski piłkarz plażowy występujący na pozycji bramkarza. Z reprezentacją zdobył kilka tytułów mistrza świata.